# Páistí ag obair
Páistí ag obair (deutsch Kinder bei der Arbeit) ist ein irischer Dokumentar-Kurzfilm aus Jahr 1973, der von Louis Marcus produziert wurde. Marcus war für und mit dem Film für einen Oscar nominiert. 

## Inhalt
Der Lehrfilm, in dem Kinder bei ihren Aktivitäten in verschiedenen Montessori-Kindergärten in Dublin beobachtet werden, zeigt, wie die Kleinen spielerisch an zielgerichtete Bewegungen herangeführt werden. Offensichtlich wird aber auch die Beharrlichkeit und die angeborene Intelligenz kleiner Kinder, die sie bei all dem, was sie tun, auszeichnet. Für die Kinder ist ihr Spiel gleichzusetzen mit der Arbeit Erwachsener.

## Produktionsnotizen
Produziert wurde der Film von der Produktionsfirma Gael-Linn Films. Sponsor: Roinn na Gaeltachta. Inspiriert zu diesem Dokumentarfilm wurde Louis Marcus durch die Einblicke seiner Frau Chookie, die als Kindergärtnerin arbeitete. 
Der internationale Titel des Films lautet Children at Work.

## Auszeichnung
- 1973: ausgezeichnet mit dem Internationalen Critic Award des Cork Film Festivals
- 1973: ausgezeichnet als Film des Jahres beim London Film Festival

Oscarverleihung 1974
- Oscarnominierung für Louis Marcus für und mit diesem Film in der Kategorie „Bester Dokumentar-Kurzfilm“. Der Oscar ging jedoch an Julian Krainin und DeWitt Sage und ihren Film Princeton: A Search for Answers, in dem Lehrer und Schüler der Princeton University porträtiert werden.